# Мёрнэ, Арвид
Арвид Мёрнэ (швед. Arvid Mörne; 6 мая 1876, Куопио — 15 июня 1946, Кауниайнен) — финляндский поэт шведского происхождения.

## Биография
Родился 6 мая 1876 года в Куопио.
В 1897 году защитил магистерскую диссертацию на историко-филологическом факультете Гельсингфорсского университета, а в 1910 году получил степень доктора филологии.
Скончался 15 июня 1946 года в Кауниайнене.
В 1952 году в Хельсинки был установлен памятник Арвиду Мёрнэ, созданный скульптором Виктором Янссоном.

## Творчество
Издал на шведском языке сборники лирических стихотворений: «Rytm och rim» («Ритм и рифма», 1899); «Nya Sänger» («Новые песни», 1901) и «Ny tid» («Новое Время», 1903). Поэзия Mёрнэ отличается изяществом формы и поэтическим вдохновением.
Принимал деятельное участие в рабочих союзах и в общественной жизни. Участвовал в антироссийской партии активного сопротивления.